# الجدول الزمني لتاريخ مدينة عمان
فيما يلي الجدول الزمني لتاريخ مدينة عمان عاصمة الأردن:

## ما قبل القرن العشرين
- القرن الثاني الميلادي - بناء المدرج الروماني (عمان) (تاريخ تقريبي).[1]
- القرن الثالث - استخدام برج رجم الملفوف.[2]
- القرن الثامن - بناء القصر الأموي والمسجد الأموي في منطقة القلعة.[3]
- 1890 - بلغ عدد سكان المدينة 1000 نسمة.[4]

## القرن العشرين
- 1908 - بدء تشغيل سكة حديد الحجاز [5]
- 1909
  - تشكيل المجلس البلدي.[4]
  - عدد السكان: 2000 (تقريباً).[4]
- 1918
  - آذار (مارس): أول معركة في عمان.
  - 25 أيلول (سبتمبر): ثاني معركة في عمان.
- 1923 - بناء المسجد الحسيني.[1]
- 1926 - بناء قصر رغدان.
- 1928 - عمان تصبح عاصمة إمارة شرق الأردن.[4]
- 1932 - تأسيس النادي الفيصلي (عمان).
- 1938 - تأسيس شركة الكهرباء الوطنية.[6]
- 1946 - عمان تصبح عاصمة الأردن.[4]
- 1947 - عدد السكان: 33,110.[7]
- 1948 - زيادة في عدد السكان جرّاء التهجير من فلسطين بتطبيق خطة الترانسفير.[4]
- 1949 - وضع حجر الزاوية في كنيسة المخلص، عمان [8]
- 1951 - تأسيس متحف الآثار الأردني.
- 1952 - عدد السكان: 108,000.[7]
- 1956 - تأسيس نادي الوحدات.
- 1958 - بناء مستشفى عمان الجراحي.[3]
- 1961
  - بناء مسجد أبو درويش.
  - عدد السكان: 246,475.[9]
- 1962 - تأسيس الجامعة الأردنية.
- 1964 - افتتاح مدينة الحسين للشباب.
- 1966 - عدد السكان: 330,000.[9]
- 1967
  - ازدياد عدد السكان من الفلسطينين بسبب حرب 1967.[4]
  - صدور جريدة الدستور (الأردن).
- 1970 - أيلول (سبتمبر): أحداث أيلول الأسود بين القوات المسلحة الأردنية ومنظمة التحرير الفلسطينية.
- 1975 - بدء صدور صحيفة جوردان تايمز.
- 1981 - بدء سباق سيارات رالي الأردن.
- 1983 - بناء مطار الملكة علياء الدولي.
- 1989
  - علي السحيمات يصبح أمين العاصمة.
  - بناء مسجد الملك عبد الله الأول وقرية كان زمان السياحية.[3]
- 1991 - زيادة في عدد السكان بسبب حرب الخليج الثانية.[4]
- 1993 - تأسيس مستشفى الأردن ومدرسة اليوبيل.
- 1994 - بدء العمل بالمركز العربي الطبي.
- 1997 - بناء قاعة المدينة أمانة عمان الكبرى (ا[3]
- 1998 - افتتاح ستاد الملك عبد الله الثاني.
- 1999 - إنشاء بورصة عمّان.

## القرن الحادي والعشرين
- 2000 - افتتاح مركز الحسين الثقافي.[10]
- 2002 - عمان عاصمة الثقافة العربية.
- 2003
  - بدء إصدار صحيفة الغد.
  - زيادة كبيرة في عدد السكان جرّاء غزو العراق [4]
  - افتتاح مكة مول.
  - بناء فندق لو رويال (عمان).
  - افتتاح موقع سارية رغدان.
- 2005
  - بدر فعاليات سوق جارا في جبل عمان.
  - 9 تشرين الثاني (نوفمبر): تفجيرات عمان 2005.
- 2006
  - عمر المعاني يصبح أمين عمان.
  - بناء جسر عبدون ومسجد الحسين بن طلال.[بحاجة لمصدر]
  - افتتاح سيتي مول (عمان).
- 2007 - تأسيس متحف الأطفال (الأردن).
- 2008
  - بدء مهرجان عمان للكوميديا.
  - تجديد شارع الرينبو.[3]
- 2010 - عدد السكان: 1,919,000.
- 2011
  - الاحتجاجات الأردنية 2011-2012.
  - عبد الحليم الكيلاني يصبح أمين عمان.
- 2012
  - افتتاح متحف النبي محمد.